# Punto de encuentro

Estandarizado ISO pictograma para un punto de reunión

Un punto de encuentro, lugar de encuentro, punto de reunión, o punto de reunión es un lugar geográficamente definido donde la gente se encuentra. Tal punto de encuentro es a menudo un hito que se ha vuelto popular y es un lugar conveniente para ambos turistas y ciudadanos para conocernos. Ejemplos de puntos de encuentro incluyen áreas públicas e instalaciones como plazas, estatuas, parques, parques de atracciones, estaciones de tren, aeropuertos, etc. o puntos designados y firmados oficialmente en dichas instalaciones públicas. A menudo hay un letrero público que designa un punto de encuentro oficial en las instalaciones públicas (ver ilustraciones).

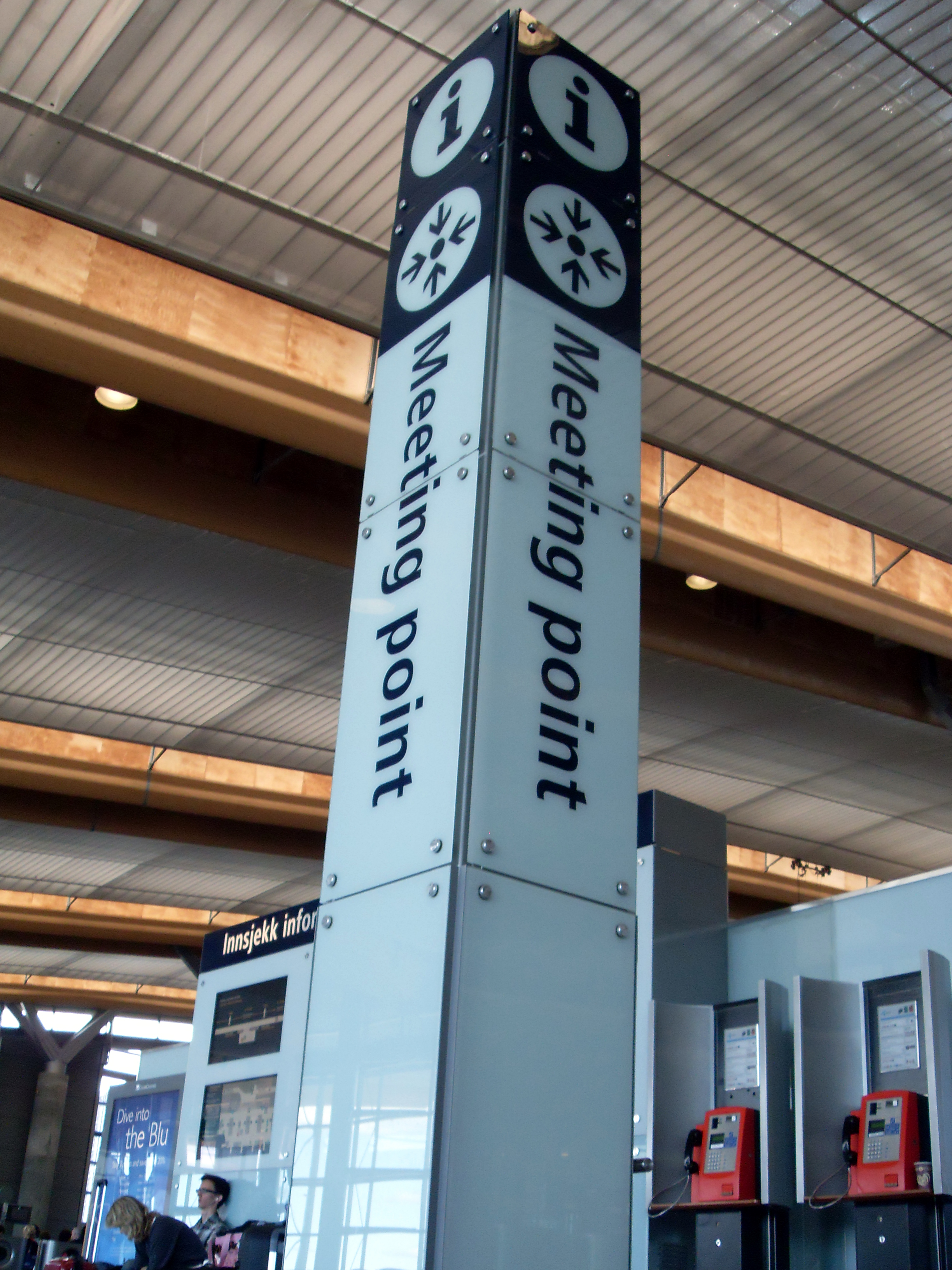
Un punto de encuentro firmado en el aeropuerto Oslo Gardermoen

Especialmente cuando se lo denomina punto de reunión o punto de reunión, un punto de encuentro puede ser un lugar seguro designado donde las personas pueden reunirse o deben presentarse durante un emergencia o simulacro.
En sociología, un punto de encuentro es un lugar donde un grupo de personas se reúne regularmente, por ejemplo, un grupo de clientes habituales o personas con un interés o antecedentes especiales. Estos puntos de encuentro se encuentran en salas privadas designadas, en una parte de un parque o en un café.

## Ejemplos de puntos de encuentro conocidos

### Australia
- Brisbane - Jack's Hambriento en Centro comercial Queen Street.[2]
- Melbourne - "Bajo los relojes" en Estación de Flinders Street[3]
- Adelaida - "Bolas de centros comerciales" en Centro Comercial Rundle[4]
- Sídney - "Escalones del Ayuntamiento" en Ayuntamiento de Sydney[5]

### Dinamarca
- Copenhague - "Bajo uret" - Bajo el reloj - en Københavns Hovedbanegård.[6]

### Nicaragua
- El Ostional - "Centro Olé" - Centro Olé - en  Parques, Vida Silvestre y Recreación.[7]

### Suecia
- Svampen, "El hongo", una estructura en forma de hongo en Stureplan, Estocolmo.
- Ringen på centralen, "El anillo en la estación central", una abertura cercada en forma de círculo entre dos niveles en el Estación Central, Estocolmo.

### Polonia
- Breslavia, hay dos lugares de encuentro populares en Wrocław's Plaza del Mercado - "La picota" y estatua de Aleksander Fredro.

### Estados Unidos
- Reloj de la Terminal de la Grand Central en la Ciudad de Nueva York